# Silene waldsteinii
Silene waldsteinii är en nejlikväxtart som beskrevs av August Heinrich Rudolf Grisebach. 
Silene waldsteinii ingår i släktet glimmar och familjen nejlikväxter. Inga underarter finns listade i Catalogue of Life.

## Bildgalleri

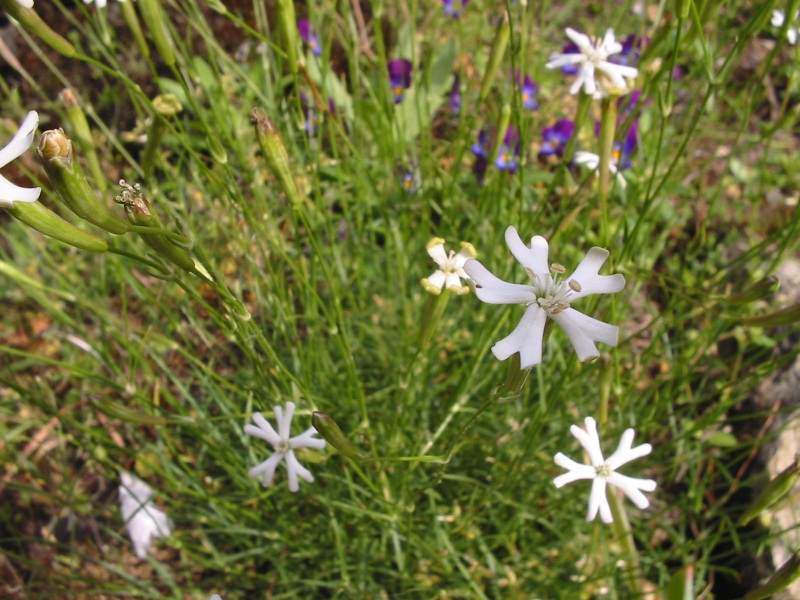